# Угале
У́гале (латыш. Ugāle) — населённый пункт на западе Латвии, расположенный в Угальской волости Вентспилсского края. До 1 июля 2009 года входил в состав Вентспилсского района.
Является центром Угальской волости. Посёлок находится на левом берегу реки Энгуре у железнодорожной линии Вентспилс — Тукумс II и перекрёстка A10, являющейся частью европейского маршрута E 22 с региональной автодорогой P123 Злекас — Угале.
Расстояние до Вентспилса — 40 км, до Риги — 147 км. По данным на 2015 год, в населённом пункте проживало 1717 человек.

## История
Первое упоминание в исторических источниках (Договор о разделе Курсы между Ливонским орденом и курляндским епископом) приходится на 1253 год.
Нынешнее поселение находится на территории бывшего Угальского поместья (Ugahlen).
В советское время населённый пункт был центром Угальского сельсовета Вентспилсского района. В селе располагался колхоз «Узвара».
В Угале имеются: здание волостной администрации, разнообразные торговые заведения, кафе, гостевые дома, Угальская средняя школа, Угальская музыкальная школа, детское дошкольное образовательное учреждение «Lācītis», Народный дом, Угальская волостная библиотека, Угальская лютеранская церковь, Угальская католическая церковь Святой Моники, Храм св. преподобного Сергия Радонежского, центр здоровья и социальной помощи «Ugāle», две аптеки, почтовое отделение.

## Известные люди
- Эрик Калнмейерс — Генеральный прокурор Латвии (с 2010 года)